# Jean Grégoire Sagbo
Jean Grégoire Sagbo ( russe : Жан Грегуар Сагбо , né le 10 mai 1959 et mort le 27 décembre 2024) est un agent immobilier et un homme politique russe d'origine béninoise . Il occupe le poste de conseiller municipal de Novozavidovo dans le district de Konakovsky, Oblast de Tver. Sagbo est le premier Russe d'origine africaine, ou afro-russe, à avoir été élu à un conseil local dans la fédération de Russie. Il a été surnommé l'Obama de la Russie.

## Biographie

### Enfance et formation
Jean Grégoire Sagbo est né le 10 mai 1959 à Cotonou, dans la région côtière sud de la République du Dahomey. Il a immigré en URSS en 1982 pour étudier l'économie à Moscou. Il a épousé une femme originaire de Novozavidovo, une ville d'environ 10 000 habitants située à 100 km au nord de Moscou, et s'y est installé en 1989, il a deux enfants. Au cours de sa première année à Novozavidovo, dans l'Oblast de Tver, on a craché sur son fils Maxim, alors âgé de quatre ans. Sagbo termine ses études en 1984, après quoi il est retourné au Bénin mais a été arrêté à son arrivée en raison de son statut légal en Russie. Il a passé 3 ans en détention mais les Russes ont obtenu sa libération lorsqu'ils ont entendu parler de la persécution. Sagbo a affronté le cracheur et d'autres spectateurs ont fini par soutenir Sagbo. Des attaques raciales ont eu lieu à de nombreuses reprises en Russie, 49 fois à Moscou en un an selon un groupe de défense. Sagbo parle un russe aux accents franco-africains.

### Vie politique
Dix ans avant sa première élection, il a organisé un effort bénévole pour une journée annuelle de collecte des ordures. Il a également planté des fleurs et nettoyé les rues devant chez lui sans être payé.
En tant que conseiller municipal, Sagbo a collecté des dons pour transformer les terrains délabrés entre les bâtiments en parcs. Sagbo a été élu en 2010. Le poste de conseiller n'est pas rémunéré,,.